# Хорольськ
Хорольськ - залізнична станція Владивостоцького відділення Далекосхідної залізниці.
Станція розташована в селі Хороль Хорольського району Приморського краю.
На станції є залізничний вокзал.